# Ци Юй, Мария
Мария Ци Юй  (кит.  齊玉 瑪利, 1885 г., Дацзи, провинция Хэбэй, Китай — 28.06.1900 г., Ванла, провинция Хэбэй) — святая Римско-Католической Церкви, мученица.

## Биография
Мария Ци Юй родилась в 1885 году в Дацзи, провинция Хэбэй. В раннем детстве она потеряла своих родителей и поэтому воспитывалась в детском доме, основанном католическими священниками в деревне Ванла.
Во время Ихэтуаньского восстания 1899—1900 гг. в Китае христиане подвергались жестоким гонениям. 24 июня 1900 года повстанцы захватили деревню Ваньла, сожгли католическую церковь и убили всех католиков, которые не успели скрыться. Они оставили в живых детей сиротского приюта, среди которых была Мария Ци Юй, Люция Ван Чэн, Мария Фань Кунь и Мария Чжэн Сюй. Взяв их с собой, повстанцы доставили девочек в деревню Ваньла, где от них потребовали отказаться от христианской веры. Девочки остались верны своей вере, за что были убиты повстанцами 28 июня 1900 года.

## Прославление
Мария Ци Юй была беатифицирована 17 апреля 1955 года Римским Папой Пием XII и канонизирована 1 октября 2000 года Римским Папой Иоанном Павлом II вместе с группой 120 китайских мучеников.
День памяти в Католической Церкви — 9 июля.

## Источник
- George G. Christian OP, Augustine Zhao Rong and Companions, Martyrs of China, 2005, стр. 85 (англ.)